# Barreirense
Barreirense Futebol Clube is een Kaapverdische voetbalclub. De club speelt in de Maio Island League (Eiland Divisie), op Maio, waarvan de kampioen deelneemt aan het Kaapverdisch voetbalkampioenschap, de eindronde om de landstitel.

## Erelijst
Eilandskampioen
2005/06, 2009/10
Maio Opening Tournament
2000/01
Académica da Calheta · Académico 83 · Barreirense · Beira Mar · Cruzeiro · Figueirense · Miramar · Morrerense · Real Marítimo · Onze Unidos · Santana